# Призиваюсь навесні
«Призиваюсь навесні» («Призываюсь весной») — радянський телефільм 1984 року, знятий режисером Сергієм Євлахішвілі на Центральному телебаченні СРСР.

## Сюжет
Прапорщик військкомату Микита Одинцов займається призовом молоді на службу до армії.

## У ролях
- Олександр Єрмаков — Микита Одинцов, прапорщик
- Олена Сотникова — Настя Корнєва
- Костянтин Захаров — підполковник Померанцев
- Володимир Протасенко — Куяров
- Олександр Парра — полковник Тропінін
- Сергій Чурбаков — Володя Корнєв
- Олег Шишкін — Діма Тихомиров
- Сергій Сєров — Михайло Козлов
- Олександр Євлахішвілі — Толя Джавадов
- Василь Шипов — Вася
- Микола Прокопович — Корнєв
- Валентина Савельєва — Корнєва
- Володимир Симонов — Гамазін
- Наталія Захарова — Гамазіна
- Олександр Михайлушкін — Олександр Інокентійович Тихомиров
- Інна Кара-Моско — Тихомирова
- Олег Лазієв — спільник Міліметра
- Надія Єрьоміна — епізод
- Алла Котельникова — сестра Тихомирової
- Ксенія Кудряшова — секретар військкомату
- Галина Морачова — епізод
- Наталія Назарова — класний керівник Толі
- Тетяна Пивоварова — мати Гамазіна
- К. Абрамян — епізод
- Валерій Анісімов — військком
- Ігор Верник — спільник Міліметра
- Анатолій Демидов — Олексій Малихін
- Віталій Єдинінсков — військком
- Михайло Зонненштраль — «Міліметр»
- Анатолій Іванов — однокласник Миші та Діми
- Леон Кукулян — продавець на пташиному ринку
- Олексій Миронов — батько Гамазіної
- Василь Очеретяний — епізод
- Сергій Столяров — однокласник Міши та Діми
- Максим Суханов — приятель Володі
- Володимир Суворов — батько призовника
- Олександр Фурсенко — призовник
- Дмитро Швед — Федотов, призовник
- Сергій Марков — призовник
- Олексій Нікульников — спільник Міліметра
- Наталія Орлова — бабуся біля під'їзду
- Володимир Машков — епізод

## Знімальна група
- Режисер — Сергій Євлахішвілі
- Сценарист — Сергій Марков
- Оператор — Борис Лазарев
- Композитор — Олексій Мажуков
- Художник — Ігор Морозов